# Nazionale maschile di football americano dell'Ungheria
La nazionale di football americano dell'Ungheria ((HU) Magyar Amerikaifutball-válogatott) è la selezione maggiore maschile di football americano della Federazione Ungherese di Football Americano, che rappresenta l'Ungheria nelle varie competizioni ufficiali o amichevoli riservate a squadre nazionali.

## Risultati
Legenda: Grassetto: Risultato migliore, Corsivo: Mancate partecipazioni

## Dettaglio stagioni

### Amichevoli
| Stagione | Vin | Par | Per | Tot | PF | PS | avversaria      |
| -------- | --- | --- | --- | --- | -- | -- | --------------- |
| 2015     | 0   | 0   | 1   | 1   | 7  | 26 | Rep. Ceca       |
| 2016     | 1   | 0   | 1   | 2   | 40 | 42 | Polonia, Belgio |
| 2017     | 1   | 0   | 0   | 1   | 42 | 3  | Slovacchia      |
| Totale   | 2   | 0   | 2   | 4   | 89 | 71 |                 |

Fonte: americanfootballitalia.com

### Tornei

#### Europei

##### Europeo dal 2018

###### Fase finale
| Stagione | regular season | regular season | regular season | regular season | regular season | regular season | playoff | playoff | playoff | playoff | playoff | playoff    | playoff    |
|          | Vin            | Par            | Per            | Tot            | PF             | PS             | Vin     | Per     | Tot     | PF      | PS      | risultato  | avversaria |
| -------- | -------------- | -------------- | -------------- | -------------- | -------------- | -------------- | ------- | ------- | ------- | ------- | ------- | ---------- | ---------- |
| 2023     | -              | -              | -              | -              | -              | -              | 1       | 0       | 1       | 30      | 0       | Nono posto | Rep. Ceca  |
| Totale   | -              | -              | -              | -              | -              | -              | 1       | 0       | 1       | 30      | 0       |            |            |

Fonte: americanfootballitalia.com

###### Qualificazioni
| Stagione | regular season | regular season | regular season | regular season | regular season | regular season | playoff | playoff | playoff | playoff | playoff | playoff         | playoff    |
|          | Vin            | Par            | Per            | Tot            | PF             | PS             | Vin     | Per     | Tot     | PF      | PS      | risultato       | avversaria |
| -------- | -------------- | -------------- | -------------- | -------------- | -------------- | -------------- | ------- | ------- | ------- | ------- | ------- | --------------- | ---------- |
| 2015     | 0              | 0              | 1              | 1              | 0              | 56             | -       | -       | -       | -       | -       | Non qualificata | Serbia     |
| 2022     | 0              | 0              | 2              | 2              | 2              | 50             | -       | -       | -       | -       | -       |                 | -          |
| 2024     | 1              | 0              | 1              | 2              | 28             | 77             | -       | -       | -       | -       | -       |                 | -          |
| Totale   | 1              | 0              | 4              | 5              | 30             | 183            | -       | -       | -       | -       | -       |                 |            |

Fonte: americanfootballitalia.com

##### Europeo B
| Stagione  | regular season | regular season | regular season | regular season | regular season | regular season | playoff | playoff | playoff | playoff | playoff | playoff   | playoff    |
|           | Vin            | Par            | Per            | Tot            | PF             | PS             | Vin     | Per     | Tot     | PF      | PS      | risultato | avversaria |
| --------- | -------------- | -------------- | -------------- | -------------- | -------------- | -------------- | ------- | ------- | ------- | ------- | ------- | --------- | ---------- |
| 2019-2021 | 4              | 0              | 0              | 4              | 123            | 53             | -       | -       | -       | -       | -       | Campioni  | -          |
| Totale    | 4              | 0              | 0              | 4              | 123            | 53             | -       | -       | -       | -       | -       |           |            |

Fonte: americanfootballitalia.com

#### Tri-Nations Cup
| Stagione | regular season | regular season | regular season | regular season | regular season | regular season | playoff | playoff | playoff | playoff | playoff | playoff   | playoff    |
|          | Vin            | Par            | Per            | Tot            | PF             | PS             | Vin     | Per     | Tot     | PF      | PS      | risultato | avversaria |
| -------- | -------------- | -------------- | -------------- | -------------- | -------------- | -------------- | ------- | ------- | ------- | ------- | ------- | --------- | ---------- |
| 2018     | 2              | 0              | 0              | 2              | 84             | 15             | -       | -       | -       | -       | -       | Campioni  | -          |
| Totale   | 2              | 0              | 0              | 2              | 84             | 15             | -       | -       | -       | -       | -       |           |            |

Fonte: americanfootballitalia.com

### Riepilogo partite disputate
| Anno              | Luogo          | Evento          | Fase del torneo          | Incontro              | Risultato |
| 27 settembre 2015 | Budapest       | Amichevole      |                          | Ungheria - Rep. Ceca  | 7 - 26    |
| 10 ottobre 2015   | Belgrado       | Europeo         | Qualificazioni           | Serbia - Ungheria     | 56 - 0    |
| 24 settembre 2016 | Székesfehérvár | Amichevole      |                          | Ungheria - Polonia    | 23 - 22   |
| 29 ottobre 2016   | Székesfehérvár | Amichevole      |                          | Ungheria - Belgio     | 17 - 20   |
| 16 settembre 2017 | Budapest       | Amichevole      |                          | Ungheria - Slovacchia | 42 - 3    |
| 23 settembre 2018 | Bratislava     | Tri-Nations Cup |                          | Slovacchia - Ungheria | 0 - 61    |
| 14 ottobre 2018   | Budapest       | Tri-Nations Cup |                          | Ungheria - Rep. Ceca  | 23 - 15   |
| 12 ottobre 2019   | Budapest       | Europeo B       |                          | Ungheria - Spagna     | 24 - 7    |
| 26 ottobre 2019   | Beringen       | Europeo B       |                          | Belgio - Ungheria     | 7 - 31    |
| 12 settembre 2021 | Székesfehérvár | Europeo B       |                          | Ungheria - Israele    | 44 - 19   |
| 6 novembre 2021   | Istanbul       | Europeo B       |                          | Turchia - Ungheria    | 20 - 24   |
| 23 ottobre 2022   | Vienna         | Europeo A       | Qualificazioni           | Austria - Ungheria    | 41 - 0    |
| 5 novembre 2022   | Budapest       | Europeo A       | Qualificazioni           | Ungheria - Francia    | 2 - 9     |
| 29 ottobre 2023   | Budapest       | Europeo A       | Finale 9º - 10º posto    | Ungheria - Rep. Ceca  | 30 - 0    |
| 12 ottobre 2024   | Budapest       | Europeo A       | Qualificazioni           | Ungheria - Austria    | 3 - 58    |
| 19 ottobre 2024   | Zrenjanin      | Europeo A       | Qualificazioni           | Serbia - Ungheria     | 19 - 25   |
| 2 agosto 2025     | Copenaghen     | Europeo A       | Semifinale 5º - 8º posto | Danimarca - Ungheria  |           |

## Confronti con le altre Nazionali
Questi sono i saldi dell'Ungheria nei confronti delle Nazionali incontrate.

### Saldo positivo
| Nazionale  | Giocate | Vinte | Pareggiate | Perse | PF  | PS | Ultima vittoria | Ultimo pari | Ultima sconfitta |
| ---------- | ------- | ----- | ---------- | ----- | --- | -- | --------------- | ----------- | ---------------- |
| Slovacchia | 2       | 2     | 0          | 0     | 103 | 3  | 2018            | -           | -                |
| Israele    | 1       | 1     | 0          | 0     | 44  | 19 | 2021            | -           | -                |
| Spagna     | 1       | 1     | 0          | 0     | 24  | 7  | 2019            | -           | -                |
| Turchia    | 1       | 1     | 0          | 0     | 24  | 20 | 2021            | -           | -                |
| Polonia    | 1       | 1     | 0          | 0     | 23  | 22 | 2016            | -           | -                |
| Rep. Ceca  | 3       | 2     | 0          | 1     | 60  | 41 | 2023            | -           | 2015             |

### Saldo in pareggio
| Nazionale | Giocate | Vinte | Pareggiate | Perse | PF | PS | Ultima vittoria | Ultimo pari | Ultima sconfitta |
| --------- | ------- | ----- | ---------- | ----- | -- | -- | --------------- | ----------- | ---------------- |
| Belgio    | 2       | 1     | 0          | 1     | 34 | 27 | 2019            | -           | 2016             |
| Serbia    | 2       | 1     | 0          | 1     | 25 | 75 | 2024            | -           | 2015             |

### Saldo negativo
| Nazionale | Giocate | Vinte | Pareggiate | Perse | PF | PS | Ultima vittoria | Ultimo pari | Ultima sconfitta |
| --------- | ------- | ----- | ---------- | ----- | -- | -- | --------------- | ----------- | ---------------- |
| Francia   | 1       | 0     | 0          | 1     | 2  | 9  | -               | -           | 2022             |
| Austria   | 2       | 0     | 0          | 2     | 3  | 99 | -               | -           | 2024             |